# Clifton (New Jersey)
Clifton város az USA New Jersey államában. Lakosainak száma 90 296 fő (2020. április 1.).

## Népesség
A település népességének változása:

| 2010 | 84 136 |
| 2020 | 90 296 |